# Horní Kamenice (okres Plzeň-jih)
Horní Kamenice (německy Ober Kamenzen) je obec v okrese Plzeň-jih v Plzeňském kraji. Žije v ní 245 obyvatel. Obec Horní Kamenice se rozkládá devatenáct kilometrů severovýchodně od Domažlic a 2,5 kilometru jižně od Holýšova. Obec je součástí historického Chodska.
Vesnice Horní Kamenice leží v průměrné výšce 377 metrů nad mořem. Celková katastrální plocha obce je 385 hektarů, z toho orná půda zabírá 46 %. Asi jedna třetina katastru obce je porostlá lesem. Vzhledem k geografické poloze je v obci velmi málo ploch s travním porostem. V katastru obce jsou ovocné sady. Pro využití volného času je v obci k dispozici sportovní hřiště. Dále je v obci knihovna. Místní obyvatelé mohou využívat plynofikaci. Nejbližší místo se železniční stanicí je Dolní Kamenice.

## Historie
První písemná zmínka o obci pochází z roku 1115.

## Obyvatelstvo
| Rok            | 1869 | 1880 | 1890 | 1900 | 1910 | 1921 | 1930 | 1950 | 1961 | 1970 | 1980 | 1991 | 2001 | 2011 | 2021 |
| -------------- | ---- | ---- | ---- | ---- | ---- | ---- | ---- | ---- | ---- | ---- | ---- | ---- | ---- | ---- | ---- |
| Počet obyvatel | 401  | 357  | 377  | 441  | 430  | 423  | 443  | 313  | 352  | 323  | 276  | 223  | 203  | 203  | 265  |
| Počet domů     | 64   | 64   | 63   | 65   | 71   | 71   | 84   | 89   | 82   | 79   | 75   | 81   | 91   | 97   | 112  |

## Obecní správa
Mezi lety 1869–1898 Horní Kamenice byla obcí v okrese Horšův Týn. V letech 1899–1910 patřila jako část obce ke Kamenici, ale v letech 1910–1980 byla uváděna znovu jako obec v okrese Horšovský Týn (v letech 1899–1910 Horšův Týn) (1910–1930), posléze v okrese Stod (1950) a později v okrese Domažlice. Od 1. května 1980 do 23. listopadu 1990 patřila jako část města k Holýšovu a od 24. listopadu 1990 je opět samostatnou obcí, ale Dolní Kamenice již zůstala součástí Holýšova. Do konce roku 2020 spadala Horní Kamenice do okresu Domažlice, od začátku roku 2021 je součástí okresu Plzeň-jih. V letech 1850–1899 a v letech 1960–1980 k obci patřila Dolní Kamenice.

### Obecní symboly
Znak a vlajka byly obci uděleny rozhodnutím předsedy Poslanecké sněmovny Parlamentu České republiky dne 20. ledna 2005.

## Pamětihodnosti
Dva kilometry jižně od vesnice se nachází terénní pozůstatky hradu Lacembok ze druhé poloviny 13. století. Zanikl požárem v první polovině 15. století.

## Další fotografie

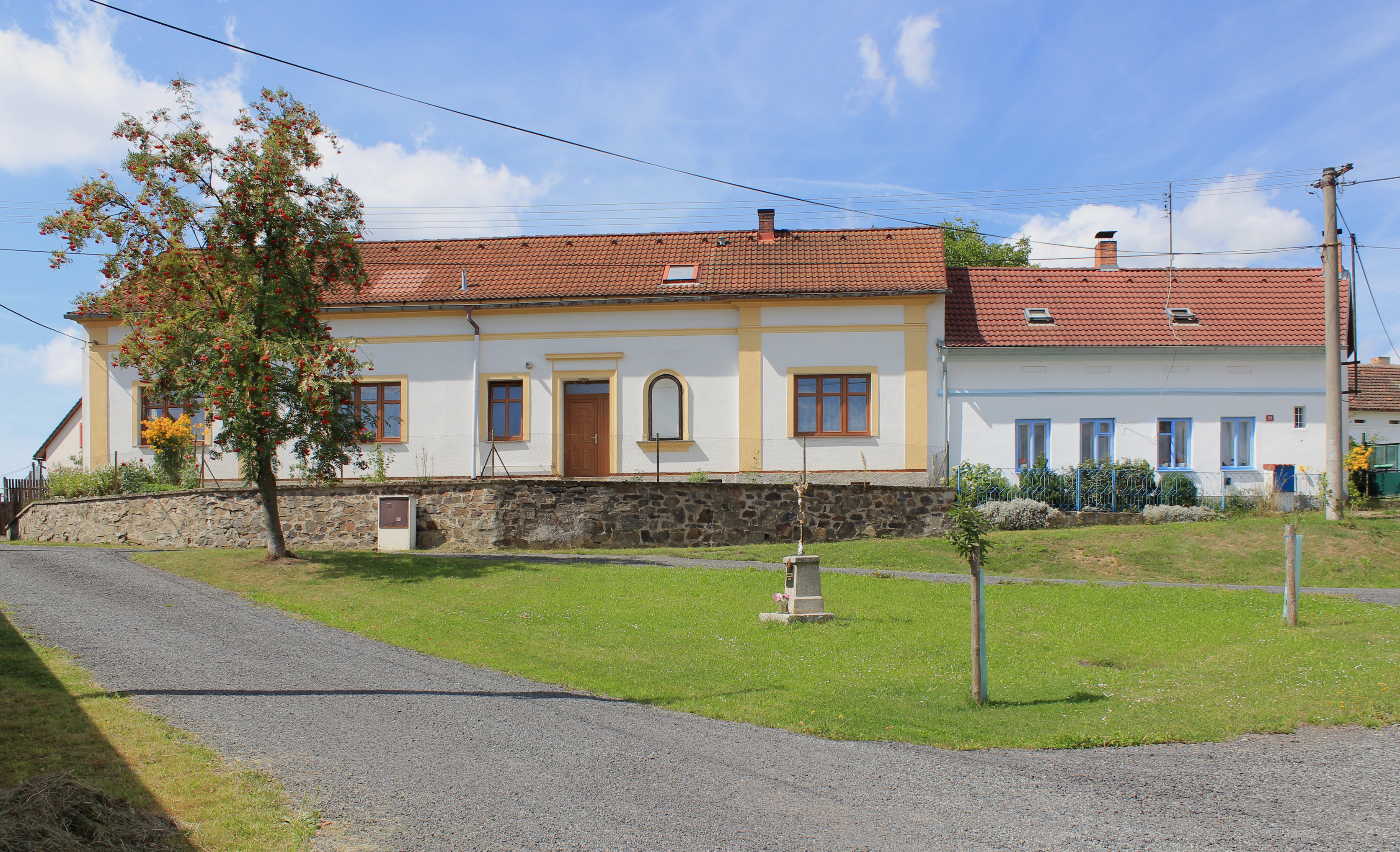
Domky na návsi
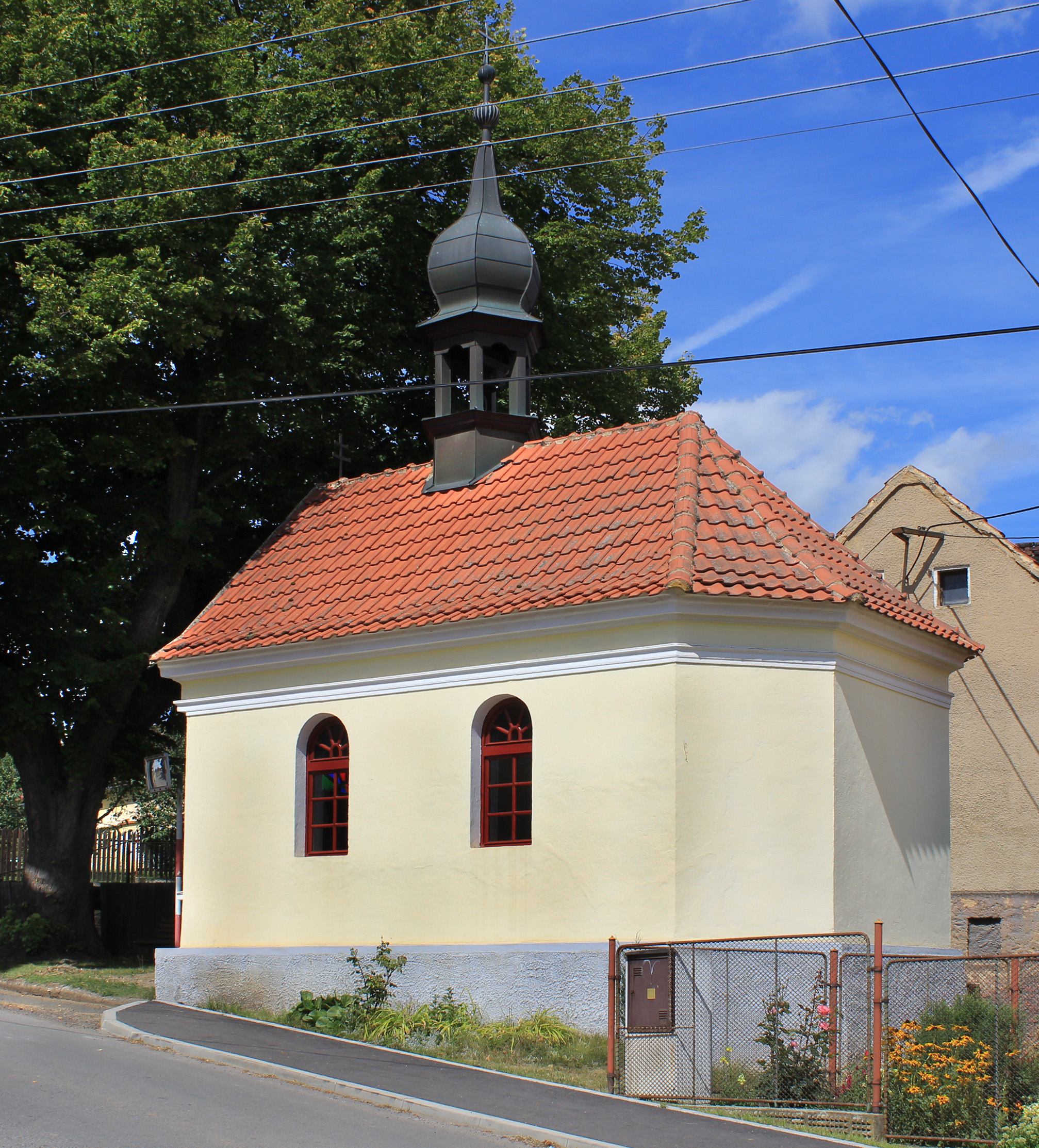
Kaple
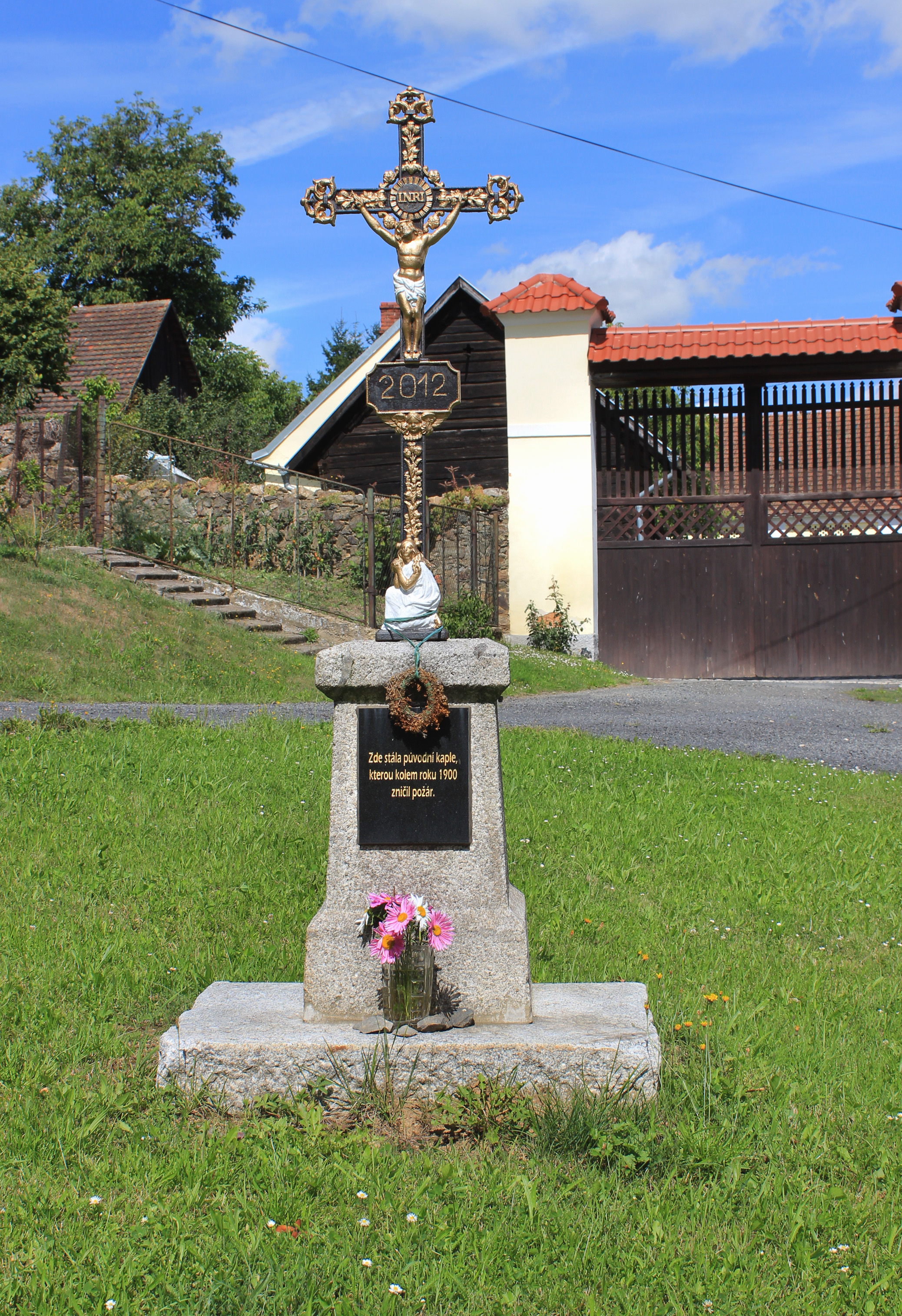
Křížek na návsi